# Voo Air Astana KC1388
Em 11 de novembro de 2018 o Voo Air Astana KC1388 operado com um Embraer ERJ-190LR de prefixo P4-KCJ, descolou do Complexo Militar de Alverca, após ter sido sujeito a manutenção nas oficinas da OGMA. às 13h32, os controladores de tráfego aéreo do Aeroporto Humberto Delgado em Lisboa ouvem a declaração de emergência feita pela tripulação da aeronave. Às 13h40, a tripulação solicita autorização para efetuar uma amaragem, tendo a controladora aérea sugerido que a fizessem no Rio Tejo. As condições atmosféricas não permitiram a amaragem; entretanto, a Força Aérea Portuguesa acionou dois caças F-16 para escoltar o avião até ao aeroporto de Beja. Após ter arremetido (português brasileiro) ou borregado (português europeu) por duas vezes, a aeronave finalmente aterrou em segurança.

## Vítimas
Não houve vítimas no incidente. Os únicos ocupantes da aeronave eram membros da tripulação num total de 6, sendo pelo menos um deles um homem do Cazaquistão e outro um homem natural do Reino Unido que rapidamente tiveram alta do hospital.

## Investigação
Por se tratar de um incidente ocorrido em Portugal, a investigação está a cargo do Gabinete de Prevenção e Investigação de Acidentes com Aeronaves e de Acidentes Ferroviários (GPIAAF). Segundo a própria Air Astana, as informações iniciais apontam para a existência de problemas nos eixos de controlo da aeronave. Falha da equipe de manutenção causou a montagem invertida dos cabos de controle dos ailerons,deixando a aeronave praticamente incontrolável, a tripulação ao tomar ciência do problema conseguiu contornar o problema e após muito custo conseguiu aterrissar a aeronave.